# Tachina fera
Tachina fera är en tvåvingeart som först beskrevs av Carl von Linné 1761.  Tachina fera ingår i släktet Tachina och familjen parasitflugor. Arten är reproducerande i Sverige. Inga underarter finns listade i Catalogue of Life.
Arten blir ungefär 10 mm lång och den har ett fylligt utseende. Den bakre kroppsdelen har en mörk orange färg med en bred svart och längsgående strimma på toppen. Segmentet i mitten är glänsande och mörk medan huvudet kännetecknas av gula hår. Även andra kroppsdelar bär många hår. Tachina fera har genomskinliga vingar med inslag av gult nära bålen.
I Europa förekommer denna fluga nästan överallt. För Nordirland, Luxemburg, Island, Moldavien, Vitryssland och den grekiska övärlden saknas bekräftelse. I Sverige når arten upp till Norrbotten.
Flugans imago syns vanligen mellan april och november. Individerna vilar ofta på växer nära vattenansamlingar. Dessutom läggs äggen på växter. När larverna kläcks lever de ofta som parasiter på larver av nattflyn.

## Bildgalleri

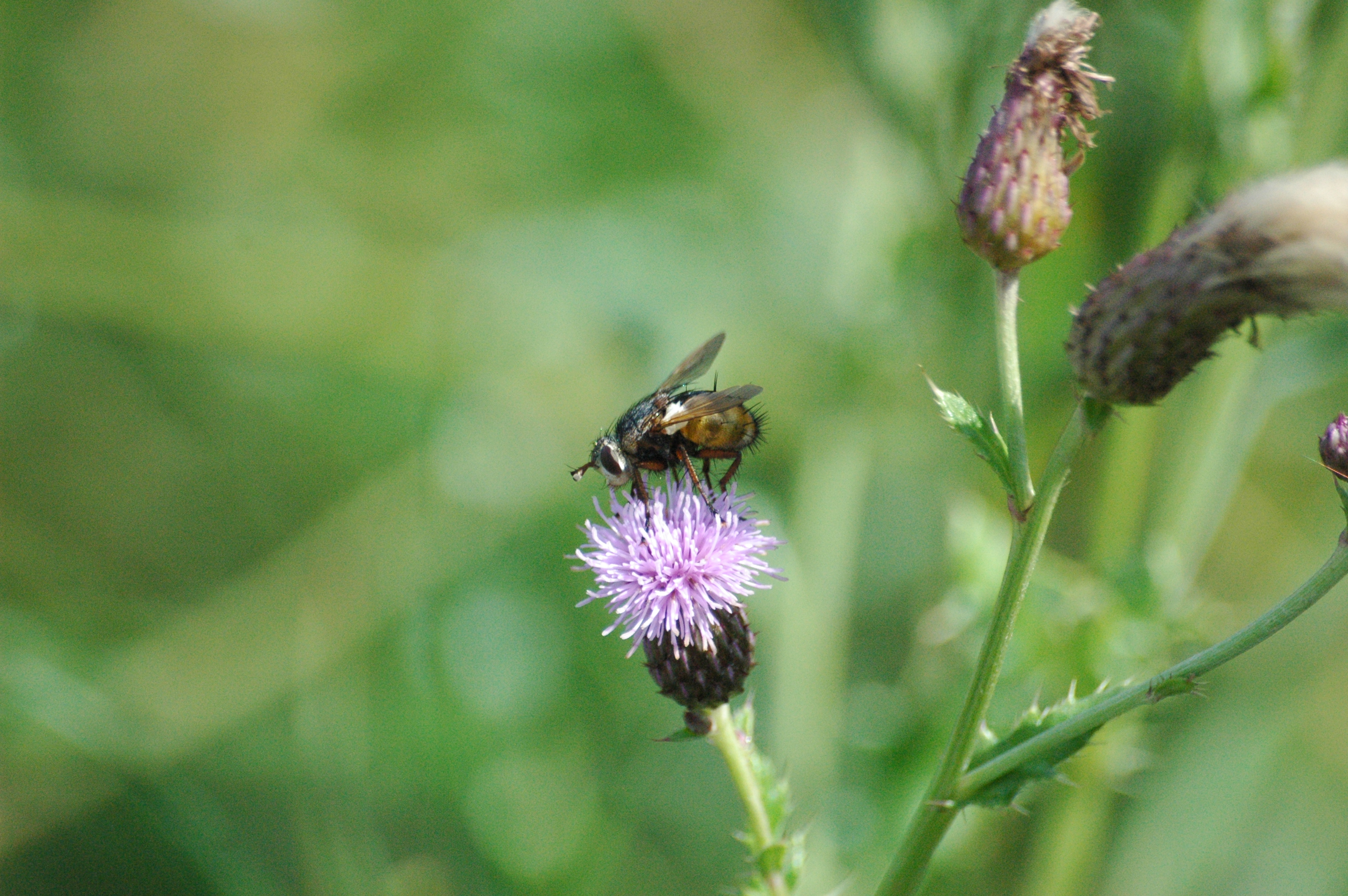
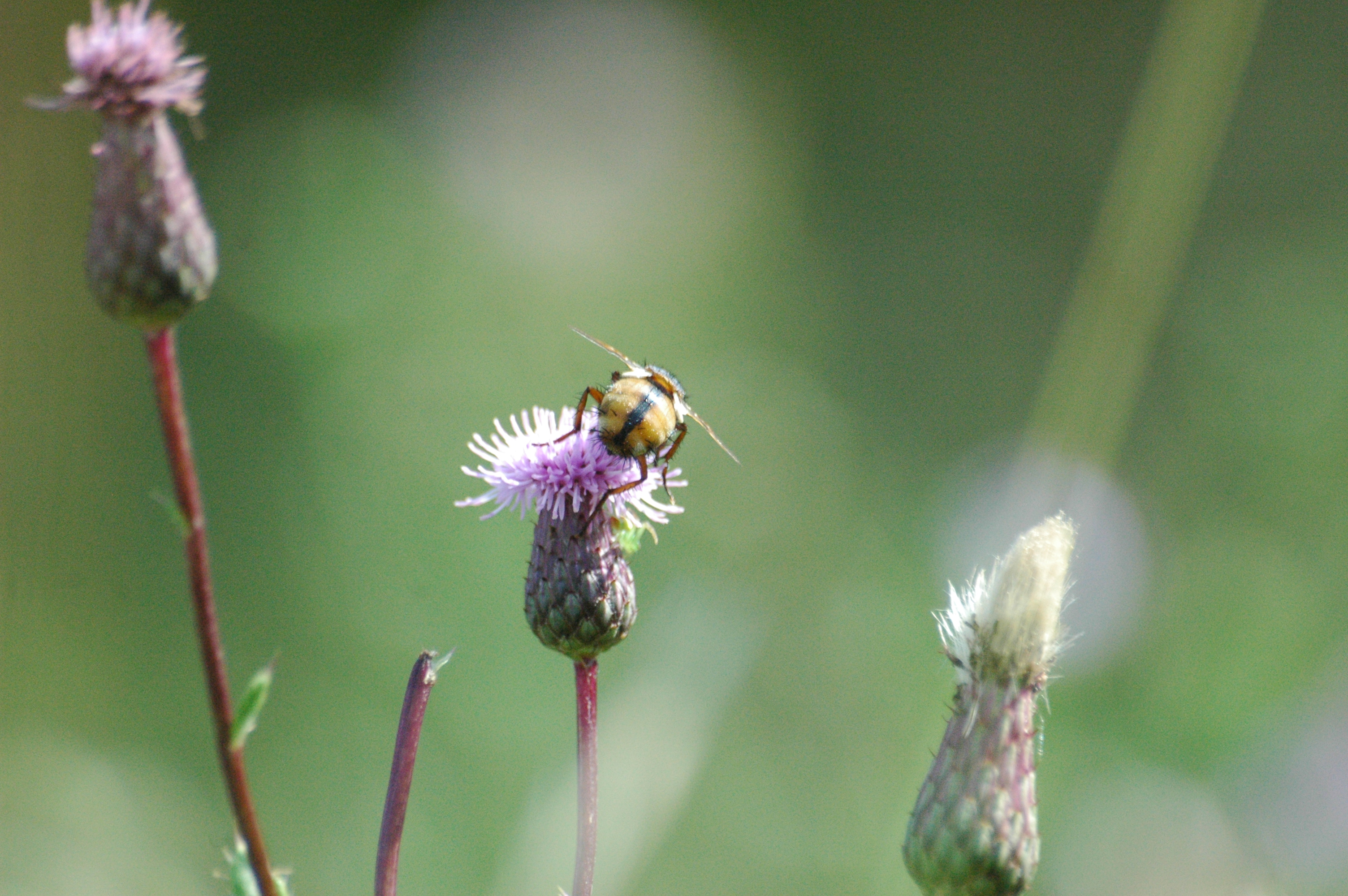
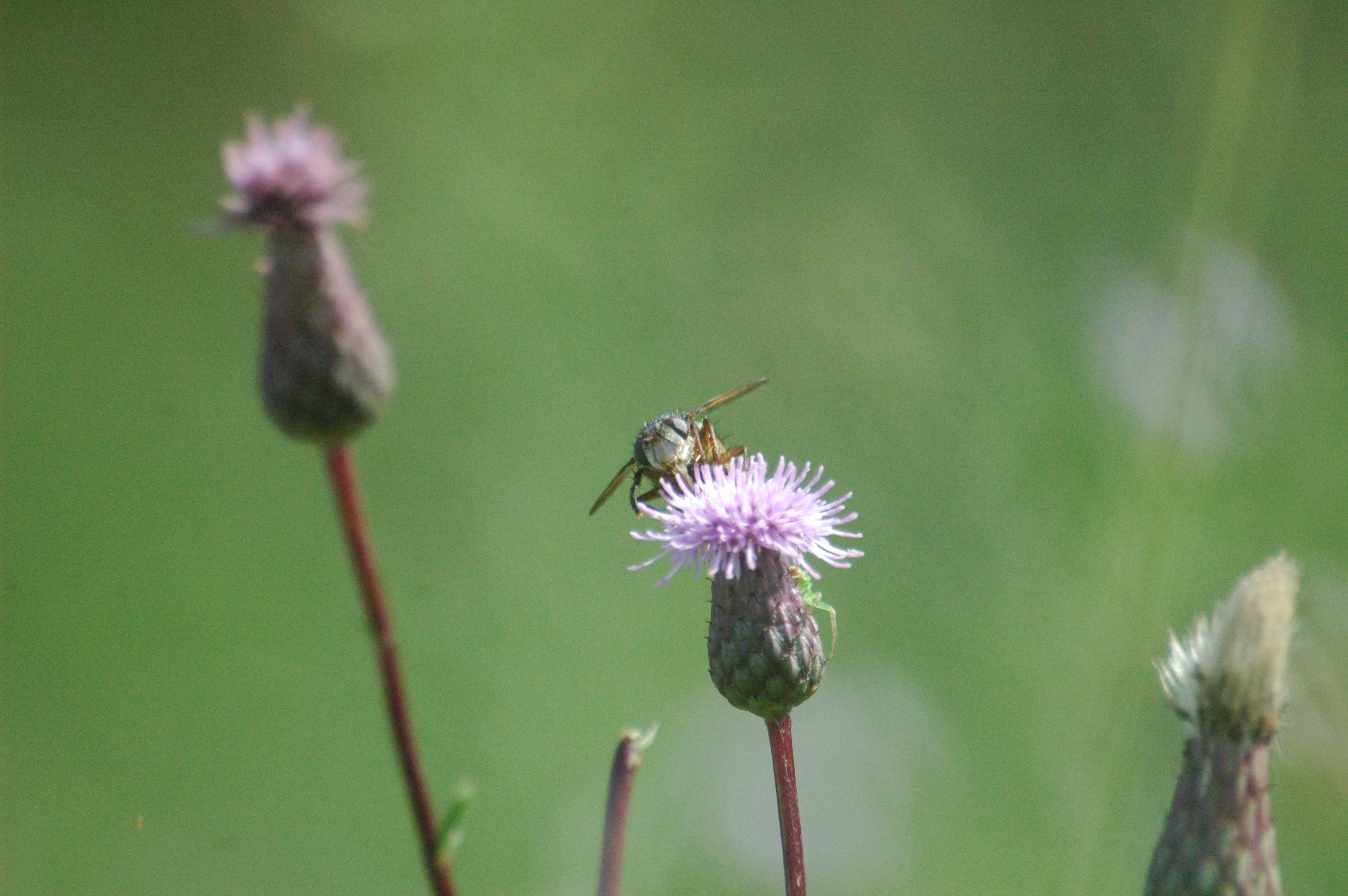
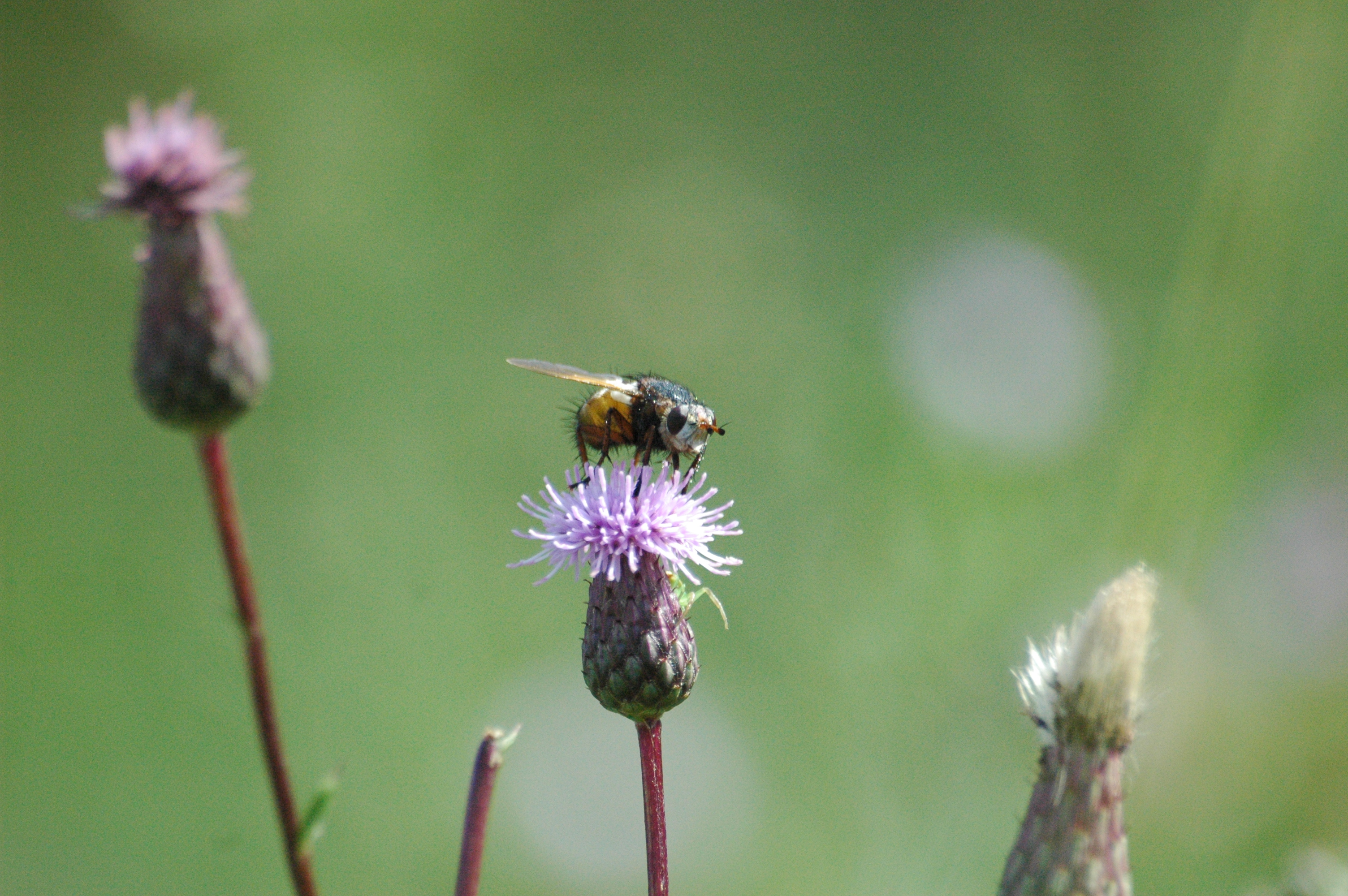
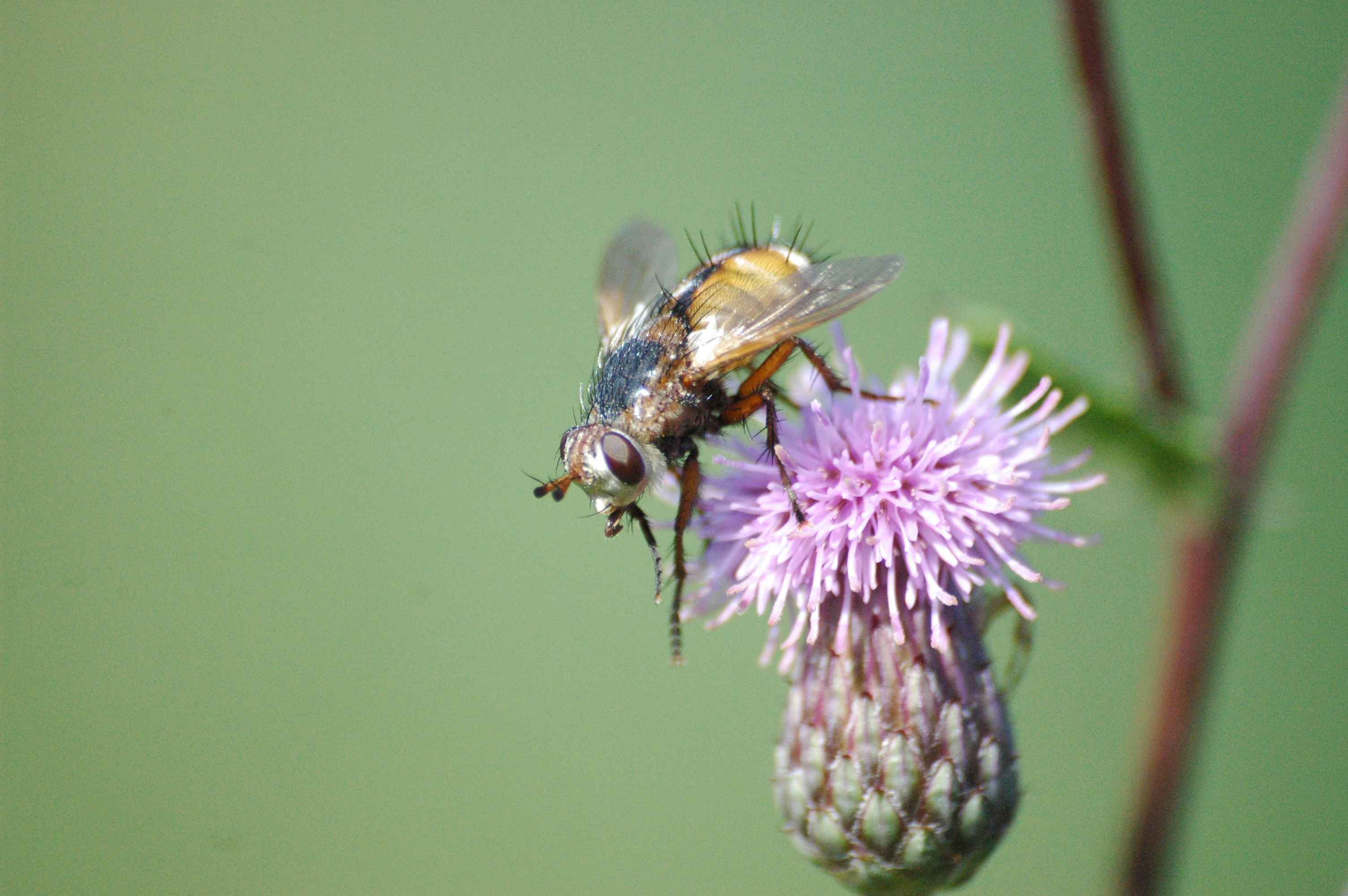
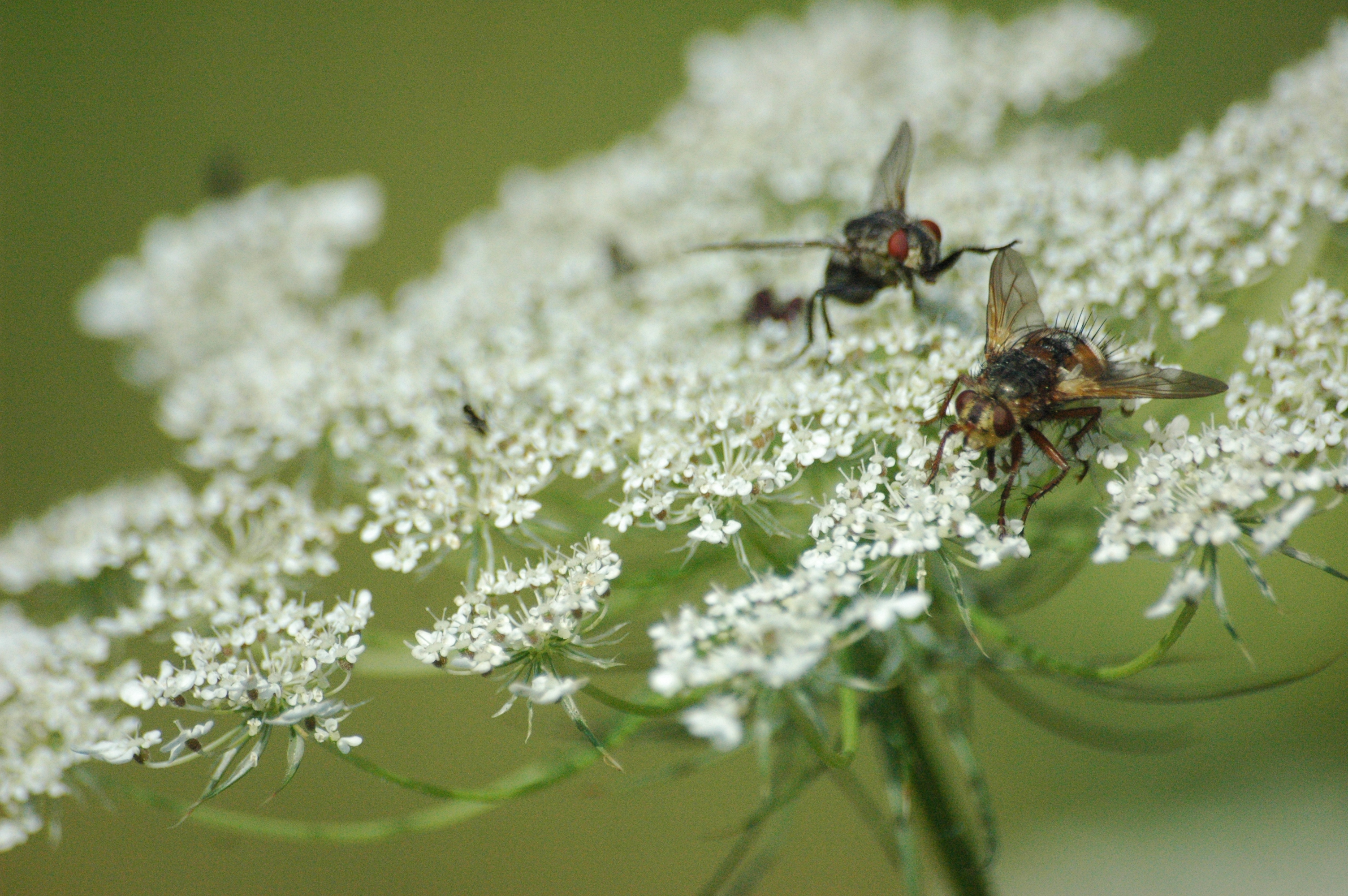